# Diadegma ruficeps
Diadegma ruficeps är en stekelart som först beskrevs av Holmgren 1860.  Diadegma ruficeps ingår i släktet Diadegma och familjen brokparasitsteklar. Arten är reproducerande i Sverige. Inga underarter finns listade i Catalogue of Life.